# Władysław I (król Neapolu)
Władysław I Andegaweński, Władysław z Durazzo, wł. Ladislao I di Napoli, Ladislao d'Angiò, Ladislao di Durazzo, (ur. 14 lipca 1376 lub 15 lutego 1377, zm. 6 sierpnia 1414) – król Neapolu 1389–1414, tytularny król Węgier od 1403, tytularny król Jerozolimy.
Król Neapolu Władysław I był jednym z najwybitniejszych przedstawicieli dynastii andegaweńskiej, dążącym do zdobycia hegemonii w całej Italii i ostatnim z władców tego rodu zasiadającym (choć krótkotrwale) na tronie Królestwa Węgier.

## Pochodzenie
Władysław pochodził z dynastii andegaweńskiej (Anjou), będącej boczną linią francuskich Kapetyngów. Był synem Karola III (zwanego także Karolem z Durazzo), króla Neapolu i króla Węgier oraz Małgorzaty, pochodzącej również z dynastii andegaweńskiej. Jego siostrą była Joanna II, jego następczyni na neapolitańskim tronie.

## Neapolitańskie dziedzictwo
Ojciec Władysława w lutym 1386 został skrytobójczo zamordowany, niespełna dwa miesiące po tym jak koronował się na króla Węgier. Małoletni Władysław nie mógł rzecz jasna objąć samodzielnych rządów i regentką w Neapolu została jego matka, Małgorzata. Królestwo Węgier przypadło córce Ludwika I Wielkiego, krewnego władców Neapolu.
Matka Władysława szybko stanęła przed problemem pretensji, które wobec korony neapolitańskiej rościł Ludwik II Anjou.
Zamordowana przez ojca Władysława w 1382 królowa Neapolu Joanna I szukając sojuszników w walce z Karolem III z Durazzo usynowiła brata króla Francji, Ludwika I Anjou. Adopcja Ludwika zyskała akceptację awiniońskiego antypapieża Klemensa VII, jednak rzymski papież Urban VI poparł Karola III z Durazzo, który wcześniej został przez Joannę wyznaczony następcą tronu (królestwo Neapolu od stuleci było formalnie papieskim lennem). Mimo śmierci Ludwika I, jego syn Ludwik II Anjou nie zamierzał rezygnować z przysługujących mu w jego mniemaniu praw do królestwa.
W 1387 Ludwik II Anjou na czele wojsk francuskich wkroczył do stolicy królestwa Neapolu. Regentka Małgorzata wraz z Władysławem salwowali się ucieczką do miejscowości Gaeta. W tym trudnym czasie wygnańcy otrzymali poparcie nowo wybranego papieża Bonifacego IX, który w grudniu 1389 potwierdził prawa Władysława do królestwa. Dnia 29 maja 1390 papieski legat Angelo Acciaioli koronował Władysława na króla Neapolu. Gdy Władysław przejął samodzielne rządy kontynuował walkę z oddziałami Ludwika II, co skończyło się wygnaniem Francuzów i przejęciem władzy w Neapolu (1399).

## Próba zdobycia Węgier
Mając poparcie papieża Bonifacego IX, powołując się na dziedzictwo swego ojca, Władysław wybrał się do węgierskiej naonczas Dalmacji, gdzie 5 sierpnia 1403 w Zadarze arcybiskup Ostrzyhomia koronował go na króla Węgier, w opozycji do panującego Zygmunta Luksemburskiego, który jednakże nie pozwolił Władysławowi przejąć władzy w innych częściach Węgier i rok później zmusił go do odwrotu. Mimo to Władysław nie zrezygnował z roszczeń do korony świętego Stefana i do swej śmierci tytułował się królem Węgier i Chorwacji. Władysławowi udało się zachować Dalmację, którą w 1409 odstąpił Republice weneckiej za cenę 100 tysięcy dukatów.

## Walki o prymat w Italii
Po umocnieniu swej władzy, pozostając w ścisłym sojuszu z kolejnymi papieżami rezydującymi w Rzymie, Władysław stał się poważnym graczem na włoskiej scenie politycznej. Papież Innocenty VII zwrócił się w 1404 do władcy Neapolu o pomoc, gdy w Rzymie wybuchła antypapieska rebelia. Papież został wygnany z Rzymu, ale możne rzymskie rodziny Collona i Savelli zwróciły się do Władysława, by pokonał rebeliantów, co też król uczynił, jednakże mimo wysiłków nie udało się Władysławowi zdobyć kontroli nad Wiecznym Miastem. Jednak w zamian uzyskał prestiżowe tytuły papieskiego gonfaloniera oraz obrońcy i chorążego Kościoła. Kolejny papież Grzegorz XII w 1409 także wezwał Władysława na pomoc w odzyskaniu Rzymu, król wykorzystał sposobność i po krótkim oblężeniu zdobył Rzym, a następnie wkroczył ze swymi wojskami do środkowych Włoch, gdzie zajął Toskanię i Perugie, skutkiem czego był kilkuletni konflikt z bogatą republiką Florencji.
Sukcesy Władysława spowodowały, że zawiązała się przeciwko niemu koalicja Florencji i Sieny oraz wpływowego kardynała Baltazara Cossa, co skwapliwie wykorzystał dawny przeciwnik Władysława – Ludwik II Anjou. Ludwik II podjął ponowną próbę zdobycia królestwa Neapolu, zyskując poparcie antypapieża Aleksandra V (jednego z trzech panujących równocześnie papieży), który ekskomunikował Władysława. Wojska koalicji, prowadzone przez kondotiera Muzio Sforzę i Francuzi Ludwika II Anjou na początku 1410 podeszli pod Rzym, gdzie rozpoczęto oblężenie. Rzym się nie poddał, broniły go wojska podporządkowane rodzinie Orsini, sprzymierzonej z Władysławem. Ludwik II porzucił oblężenie, pozostawiając jego dalsze prowadzenie kondotierom, by wrócić do Francji szukać tam środków do kontynuowania kampanii. Po powrocie Ludwika II walki toczyły się na terytorium całej Italii. Mimo że Władysław próbował wykorzystać antyfrancuskie powstanie w Genui, Ludwik II pokonał Neapolitańczyków w bitwie pod Roccasecca. Jednakże Ludwik nie potrafił wykorzystać zwycięstwa i wobec oporu Florencji i Sieny, którym zależało na zawarciu pokoju, w 1411 wrócił do swej siedziby w Prowansji, by już więcej nie powrócić do Italii. Władysław przekupił oddziały Muzia Sforzy i wówczas osamotniony Baltazar Cossa, który w międzyczasie został wybrany po śmierci Aleksandra V papieżem, przyjąwszy imię Jana XXIII, zgodził się zawrzeć pokój z królem Neapolu, który został podpisany 14 czerwca 1412.
Władysław, będąc najpotężniejszym z włoskich władców, zapragnął rozciągnąć swe panowanie na cały Półwysep Apeniński. Król uznał, że rzymski papież nie pomoże mu w planach podbicia całej Italii i poparł rezydującego w Awinionie papieża Jana XXIII. Władysław w 1413 zajął i złupił Rzym, spodziewając się zebrać fundusze na planowaną kampanię w środkowych Włoszech, której celem było zajęcie całego terytorium państwa kościelnego i Bolonii.
Choroba zmusiła jednakże króla do powrotu do Neapolu, gdzie niespodziewanie zmarł w dniu 6 sierpnia 1414 roku. Powszechne były pogłoski, że król został otruty, nie zostały one jednak potwierdzone. Król Władysław został pochowany w kościele San Giovanni a Carbonara. Następcą Władysława na tronie została jego siostra – królowa Joanna II.

## Rodzina
Władysław był trzykrotnie żonaty:
- pierwsze małżeństwo, przed majem 1390, zawarł z Konstancją di Chiaramonte, córką Manfreda hrabiego Clermont (wł. Chiaramonte), para pozostawała w separacji i w 1393 małżeństwo zostało anulowane.
- drugą żoną została poślubiona w lutym 1403 Maria de Lusignan, córka króla Cypru Jakuba I, która zmarła już 4 listopada 1404.
- trzecią żoną była poślubiona 23 kwietnia 1407 Maria d'Enghien (zm. 1446), hrabina Lecce, wdowa po Raimondo del Balzo Orsini, księciu Tarentu i hrabiego Lecce, który zmarł w 1406. Dzięki temu małżeństwu Władysław przejął władzę również w księstwie Tarentu.

Król Władysław nie posiadał legalnego, pochodzącego z małżeństw, potomstwa. Jego jedynym synem z nieprawego łoża był Rinaldo, tytularny książę Kapui. Nie są znane daty życia Rinaldo, wiadomo jednak, że dochował się czwórki potomstwa.